# Game Over (chanson de Vitaa)
Pour les articles homonymes, voir Game over.
Game Over est une chanson de Vitaa en featuring avec Maître Gims. Elle est sortie en tant que premier single du troisième album de Vitaa, Ici et maintenant. La chanson a atteint la première place du classement des singles du SNEP le 2 novembre 2013, devenant la première chanson numéro un de Vitaa et la deuxième de Maître Gims.

## Classements
| Classement (2013)   | Meilleure position |
| ------------------- | ------------------ |
| France (SNEP),      | 1                  |
| Belgique (Wallonie) | 7                  |
| Belgique (Flandres) | 68                 |

| Classements (2013)           | Position |
| ---------------------------- | -------- |
| Belgique (Ultratop Wallonie) | 80       |
| France (SNEP)                | 33       |

| Classements (2014) | Position |
| ------------------ | -------- |
| France (SNEP)      | 137      |